# Aleksandra Mońko-Allen
Aleksandra Mońko-Allen (ur. 1976 w Gdyni) – pianistka klasyczna i jazzowa, kompozytorka, pedagog.

## Życiorys
Absolwentka Szkoły Muzycznej II st. im. Fryderyka Chopina w Gdańsku-Wrzeszczu w klasach oboju i fortepianu (1999). W 2001 roku ukończyła Studium Jazzu i Muzyki Rozrywkowej w Akademii Muzycznej im. Karola Szymanowskiego w Katowicach w klasie Wojciecha Niedzieli. Kontynuowała naukę w City College of New York.
Swój pierwszy zespół jazzowy założyła w 1996 roku wspólnie z Dominikiem Bukowskim, Adamem Żuchowskim, Michałem Szczeblewskim i Jerzym Małkiem.
Koncertowała w Polsce i USA.
Współpracowała z takimi muzykami jak Eric Allen, Ephraim Wolfolk i Catarina Racha.
Dwukrotnie zdobyła pierwszą nagrodę na Konkursie Kompozytorskim im. K. Komedy w 1999 i 2003 roku.
Mieszka i pracuje w USA.

## Nagrody
- I nagroda w kategorii tematów jazzowych na III Międzynarodowym Konkursie Kompozytorskim im. Krzysztofa Komedy w ramach Komeda Jazz Festival (1999)[4][5]
- I nagroda ex aequo w kategorii tematów jazzowych na IV Konkursie Kompozytorskim im. Krzysztofa Komedy w ramach IX Komeda Jazz Festival (2003)[6]